# فورد تورينو
فورد تورينو (بالإنجليزية: Ford Torino)‏هي سيارة تم إنتاجها من قبل شركة فورد .